# Popsztár: Soha ne állj le (a soha le nem állással)
A Popsztár: Soha ne állj le (a soha le nem állással) (eredeti cím: Popstar: Never Stop Never Stopping) 2016-ban bemutatott amerikai filmvígjáték, amelynek rendezője, forgatókönyvírója, producere és főszereplője Akiva Schaffer és Jorma Taccone. A forgatókönyvet Andy Samberggel közösen írták, aki szintén részt vett a film elkészítésében producerként és főszereplőként. További fontosabb szerepekben Sarah Silverman, Tim Meadows, Imogen Poots, Joan Cusack és Maya Rudolph látható.
A film gyártója a Perfect World Pictures, az Apatow Company és a The Lonely Island, forgalmazója a Universal Pictures. Az Amerikai Egyesült Államokban 2016. június 3-án mutatták be a mozikban.

## Cselekmény
A film három gyerekkori barát történetét követi végig, dokumentumfilmes stílusban. Owen, Conner és Lawrence megalapítják a Style Boyz néven futó bandát, ami meglepően nagy sikerre tesz szert, ám egy félreértés következtében később összevesznek, és felbomlanak. Conner Conner4Real néven sikeres szólókarriert fut be, Owent pedig maga mellé veszi DJ-nek, Lawrence tiszavirágéletű szólókarrierje után egy farmra költözik, távol mindentől.
Miután második szólóalbuma teljes kudarcot vall, Connernek muszáj kitalálnia valamit, hogy a csúcson maradhasson, és szüksége van régi barátaira.

## Szereplők
| Szereplő                   | Színész               | Magyar hang        |
| -------------------------- | --------------------- | ------------------ |
| Conner                     | Andy Samberg          | Kovács Lehel       |
| Owen                       | Jorma Taccone         | Baráth István      |
| Owen 10 évesen             | Maxwell Jenkins       | Berecz Kristóf Uwe |
| Lawrence                   | Akiva Schaffer        | Hamvas Dániel      |
| Lawrence 10 évesen         | Elliott Smith         | Bor Márton         |
| Paula                      | Sarah Silverman       | Haumann Petra      |
| Harry                      | Tim Meadows           | Kőszegi Ákos       |
| Deborah                    | Maya Rudolph          | Létay Dóra         |
| Tilly                      | Joan Cusack           | Für Anikó          |
| Ashley                     | Imogen Poots          | Sipos Eszter Anna  |
| Hunter                     | Chris Redd            | Welker Gábor       |
| Eddie                      | Edgar Blackmon        | Fehér Tibor        |
| Sponge                     | James Buckley         | Szalay Csongor     |
| Sarah                      | Ashley Moore          | Berkes Boglárka    |
| Zippy                      | Bill Hader            | Rába Roland        |
| Tyrus Quash                | Justin Timberlake     | Suhajda Dániel     |
| CMZ-s szerkesztő           | Will Arnett           | Galbenisz Tomasz   |
| Raszta CMZ-s riporter      | Eric Andre            | Turi Bálint        |
| Ahmir 'Questlove' Thompson | Ahmir-Khalib Thompson |                    |
| Szőke CMZ-s riporter       | Mike Birbiglia        | Kisfalusi Lehel    |
| Barna CMZ-s riporter       | Chelsea Peretti       | Kis-Kovács Luca    |
| Producer                   | Liz Cackowski         | Kis-Kovács Luca    |
| Gary Sikes                 | Kevin Nealon          | Láng Balázs        |
| A Hammerleg énekese        | “Weird Al” Yankovic   | Láng Balázs        |
| Farkasidomár               | Paul Scheer           | Renácz Zoltán      |
| Punk doktornő              | Joanna Newsom         | Gubik Petra        |

Cameoszerepek
- Danger Mouse (Suhajda Dániel)
- Pharrell Williams (Kisfalusi Lehel)
- Win Butler (Renácz Zoltán)
- Carrie Underwood (Gubik Petra)
- Big Boy (Sótonyi Gábor)
- Mariah Carey (Zakariás Éva)
- Simon Cowell (Laklóth Aladár)
- DJ Khaled (Galambos Péter)
- Seal (Galambos Péter)
- Snoop Dogg (Galambos Péter)
- Jimmy Fallon (Magyar Bálint)
- 50 Cent (Pál Tamás)
- Mario Lopez (Pál Tamás)
- Nas (Gacsal Ádám)
- RZA (Horváth-Töreki Gergely)
- Usher (Horváth-Töreki Gergely)
- Martin Sheen (Papp János)
- Ringo Starr (Fehér Péter)